# 比恩·格蘭納夫
比恩·格蘭納夫 (1946年4月5日 – 2017年2月5日)是一个瑞典演员。
格蘭納夫出生于瑞典哥德堡市奥格里特。他曾出演喜剧电影和电视剧。在1987-2007年，他是斯德哥尔摩瑞典皇家劇院的演员和导演。 
格蘭納夫与安·瑪格麗特·福爾格结婚，育有两个孩子。

## 获奖
- 2003年，尤金·奧尼爾獎[3]
- Litteris et Artibus，2000年[4]

## 电影作品
- 虐待 ，1969年
- Sällskapsresan2-Snowroller，1985年
- 比利小英雄，1987年
- 牛，1991年
- 最好的意图，1992年
- 获得生命 1995年
- 鹰眼，1997年
- 無信仰，2000年
- 洁白如雪，2001年
- 壞孩子，2003年
- 龍紋身的女孩 (2009年電影)，2009年
- 噪音，2010年
- 完美狙擊，2010年
- 最後的句子，2012年